# Listes des circonscriptions catholiques en France

Les circonscriptions de l'Église en France.

L'article recense les diocèses et les autres Églises particulières de l'Église catholique qui ont leur siège en France ou dont le ressort couvre une partie du territoire français.

## Territoire
Au 1er mars 2018, cent-sept Églises particulières ont leur siège en France : quatre-vingt-dix-neuf en France métropolitaine et huit en France d'outre-mer.
L'archidiocèse de Chambéry et les diocèses de Maurienne et de Tarentaise, unis aeque principaliter, forment trois diocèses, ayant le même évêque. Ils sont toutefois comptabilisés comme ne formant qu'une église particulière, ce qui est pratique pour les chiffres mais contestable du point de vue théologique et canonique.
Ensemble, les cent-sept Églises particulières ayant leur siège en France couvrent l'intégralité du territoire français, à l'exception :
- des Terres australes et antarctiques françaises, dont les fidèles relèvent de l'évêque aux Armées Françaises (voir Liste des édifices religieux d'Antarctique);
- du département et région d'outre-mer de Mayotte, qui relève du vicariat apostolique de l'archipel des Comores, dont le siège est à Moroni, la capitale des Comores.

Le diocèse d'Annecy comprend Saint-Gingolph, une commune suisse du canton du Valais. Le diocèse de Nice administre les paroisses de La Brigue, Libre, Piène et Tende qui relèvent encore, en théorie, du diocèse de Vintimille.
Le diocèse de Port-Vila, qui couvre le Vanuatu, est suffragant de l'archidiocèse de Nouméa.

## Rites
Cent-trois Églises particulières ayant leur siège en France suivent le rite romain et relèvent de l'Église latine, régie par le code de droit canonique. Il en est de même du vicariat apostolique de l'archipel des Comores.
Trois Églises particulières sont des éparchies qui relèvent d'une des Églises catholiques orientales :
- l'Éparchie Sainte-Croix-de-Paris des Arméniens ;
- l'Éparchie Notre-Dame du Liban de Paris des Maronites ;
- l'Éparchie Saint Vladimir le Grand de Paris des Ukrainiens.

Une quatrième église particulière est l'ordinariat de France des catholiques orientaux.

## Types
Les Églises particulières ayant leur siège en France se répartissent ainsi :
- vingt-sept archidiocèses ;
- soixante-seize diocèses ;
- une prélature territoriale — la Mission de France ;
- un ordinariat militaire — le diocèse aux Armées françaises ;
- un ordinariat — l'Ordinariat des catholiques de rite oriental résidant en France ;
- les trois éparchies.

La restructuration des provinces ecclésiastiques de l'Église catholique romaine en France a été effectuée en 2002 en France, de sorte que, dans la mesure du possible, elles coïncident avec les régions administratives civiles. Les quinze nouvelles provinces ecclésiastiques remplacent les dix-sept anciennes provinces et prennent la suite des neuf régions apostoliques comme le lieu habituel de la concertation entre diocèses. La réforme des régions administratives (2016) rendra vaine la volonté de l'Église de France de conformer le territoire de ses provinces à celui des régions.

## Histoire

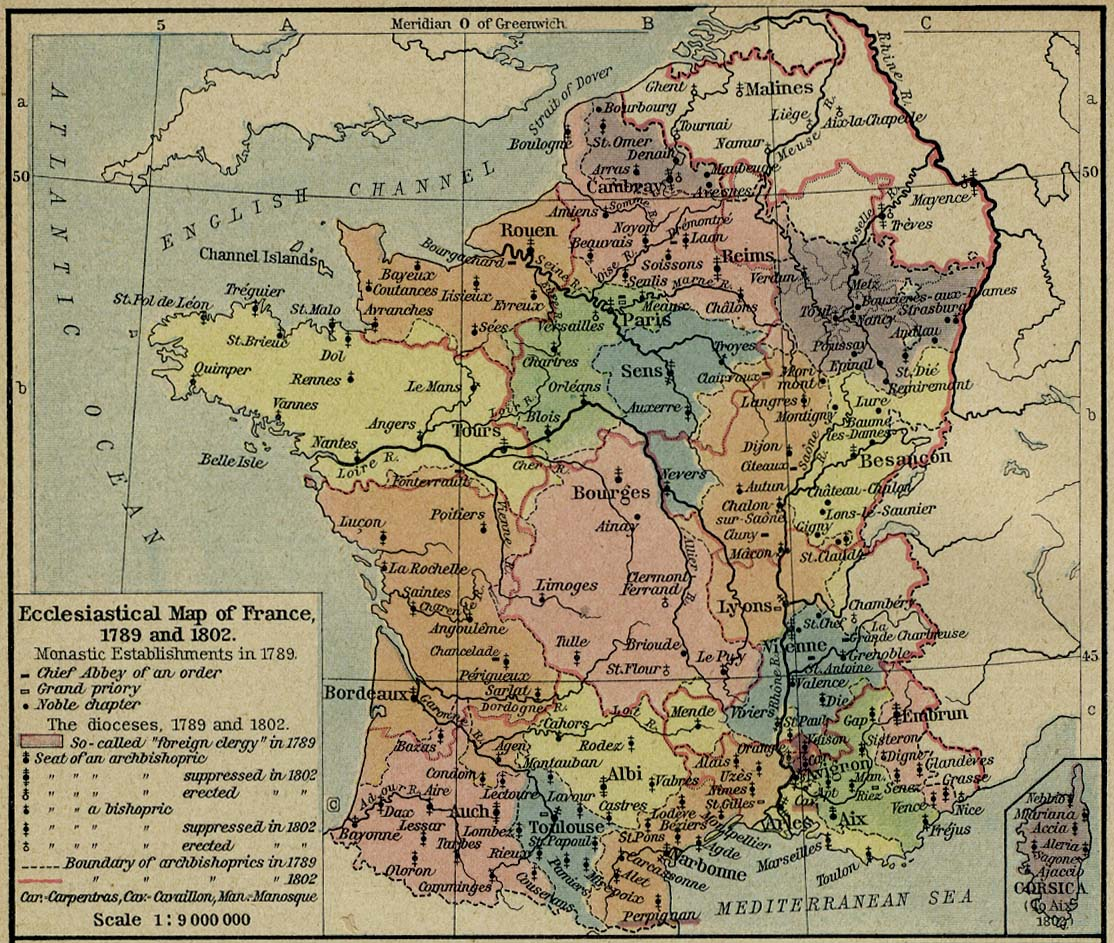
Carte des diocèses de France sous l'Ancien Régime

Carte des diocèses de France en 1801

Les provinces et diocèses français, tels qu'ils existaient avant la Révolution, étaient les héritiers des anciennes provinces et cités romaines : la plupart d'entre eux ont donc été créés entre le IIe et le Ve siècle.
La « date de création » de ces premiers diocèses est souvent incertaine. Les premiers évêques sont souvent légendaires, et pour ceux dont l'existence historique est mieux attestée, on ne connait souvent d'eux que la date de leur mort, ou leur présence à un concile régional.
| Diocèse                   | Premier évêque          | Attesté en |
| ------------------------- | ----------------------- | ---------- |
| Aix-en-Provence           | Saint Maximin           | 45         |
| Vienne                    | Saint Crescent          | 117        |
| Lyon                      | Saint Pothin            | 150        |
| Langres                   | Saint Sénateur          | 200        |
| Avignon                   | Ebulus                  | 202        |
| Besançon                  | Saint Ferréol           | 212        |
| Arles                     | Saint Trophime          | 250        |
| Clermont                  | Saint Austremoine       | 250        |
| Paris                     | Saint Denis             | 250        |
| Toulouse                  | Saint Saturnin          | 250        |
| Saintes                   | Saint Eutrope           | 250        |
| Bourges                   | Saint Ursin             | 251        |
| Tours                     | Saint Gatien            | 251        |
| Narbonne                  | Saint Paul              | 251        |
| Limoges                   | Saint Martial           | 251        |
| Mende                     | Saint Privat            | 255        |
| Auxerre                   | Saint Pèlerin           | 258        |
| Cahors                    | Saint Genulphe          | 258        |
| Reims                     | Saint Sixte             | 260        |
| Rouen                     | Saint Mellon            | 260        |
| Soissons                  | Saint Sinice            | 260        |
| Autun                     | Saint Amateur           | 270        |
| Châlons-en-Champagne      | Memmie                  | 270        |
| Amiens                    | Saint Firmin            | 275        |
| Metz                      | Saint Clément           | 280        |
| Nantes                    | Saint Clair             | 280        |
| Périgueux                 | Saint Front             | 280        |
| Beauvais                  | Saint Lucien            | 290        |
| Saint-Paul-Trois-Châteaux | ?                       | 300        |
| Agen                      | Saint Caprais           | 303        |
| Sens                      | Saint Savinien          | 305        |
| Bordeaux                  | Orientalis              | 314        |
| Marseille                 | Oresius                 | 314        |
| Die                       | Saint Nicaise           | 325        |
| Verdun                    | Saint Saintin           | 332        |
| Troyes                    | Saint Amateur           | 340        |
| Orléans                   | Diclopitus              | 343        |
| Strasbourg                | Saint Amand             | 346        |
| Chalon-sur-Saône          | Saint Donatien          | 346        |
| Valence                   | Saint Émilien           | 347        |
| Poitiers                  | Saint Hilaire           | 350        |
| Chartres                  | Saint Aventin           | 350        |
| Meaux                     | Saintin de Meaux        | 350        |
| Viviers                   | Januarius               | 350        |
| Évreux                    | Saint Taurin            | 350        |
| Embrun                    | Saint Marcellin         | 354        |
| Rennes                    | Modéran                 | 358        |
| Digne                     | Saint Domnin            | 364        |
| Le Puy                    | Evode                   | 365        |
| Angers                    | Defensor                | 372        |
| Albi                      | Saint Clair             | 380        |
| Grenoble                  | Saint Domnin            | 380        |
| Nice                      | Armantius               | 381        |
| Tarbes                    | Justinus ?              | 390        |
| Cornouaille               | Saint Corentin          | 390        |
| Fréjus                    | Saint Léonce            | 400        |
| Bayeux                    | Saint Exupère           | 405        |
| Bazas                     | ?                       | 406        |
| Tarentaise                | Saint Jacques d’Assyrie | 420        |
| Angoulême                 | Saint Ausone            | 430        |
| Coutances                 | Saint Éreptiole         | 430        |
| Bayonne                   | ?                       | 450        |
| Rodez                     | Saint Amans             | 487        |
| Arras                     | Saint Vaast             | 499        |
| Laon                      | Saint Génebaud          | 499        |
| Agde                      | Sophrone                | 506        |
| Lescar                    | Saint Galactoire        | 506        |
| Aire                      | Marcellus               | 506        |
| Dax                       | Gratien                 | 506        |
| Nevers                    | Eulade                  | 506        |
| Cambrai                   | Saint Vaast             | 510        |
| Elne                      | Dominus                 | 571        |

À plusieurs reprises au cours du Moyen Âge ou sous l'Ancien Régime, de nouveaux diocèses ont été créés pour répondre à des besoins précis tels que la lutte contre l'hérésie cathare dans le Languedoc, qui a occasionné la création de nombreux diocèses dans les années 1317 et suivantes ou la réorganisation religieuse des Pays-Bas espagnols, qui dans le cadre de la contre-Réforme créa de nouveaux diocèses en Flandre.
À la Révolution, la carte ecclésiastique de la France a été entièrement redessinée de manière à la faire coïncider avec les départements, circonscriptions administratives nouvellement créées. Les diocèses d'Ancien Régime ont donc tous disparu, dans les faits (et, en tout cas, dans leurs anciennes limites) en 1790.
La papauté, cependant, n'a reconnu ces nouveaux diocèses (et encore, seulement certains d'entre eux) qu'à partir du concordat de 1801.
Une cinquantaine de villes qui, jusqu'en 1790, étaient siège d'un évêché, ont perdu leur évêque. Toutefois, l'ancienne cathédrale y a, la plupart du temps, conservé le rang d'église cathédrale, ce qui explique que de nombreux sièges épiscopaux postérieurs à la Révolution française portent plusieurs noms : ainsi, dans le département de la Drôme, seule la ville de Valence est restée siège épiscopal, et les anciens évêchés de Die et de Saint-Paul-Trois-Châteaux ont été supprimés, mais l'évêque a conservé le titre d'Évêque de Valence, Die et Saint-Paul-Trois-Châteaux. Dans l'archidiocèse d'Auch, on compte trois anciens évêchés, dont l'archevêque actuel relève le titre d'évêque : Lectoure (évêché du IVe siècle à la Révolution), Condom (1317) dont Bossuet fut évêque en 1689, et Lombez (1317).
La carte ecclésiastique a par la suite été remaniée en 1822-1823 (pour mieux correspondre à la carte administrative). Aux XIXe et XXe siècles, quelques nouveaux diocèses ont été créés, surtout pour desservir des régions fortement peuplées (création du diocèse de Lille en 1913, par exemple).
Quant aux provinces ecclésiastiques, elles ont été à leur tour remaniées en 2002, de manière à coïncider plus étroitement avec les régions. Cette modification a entraîné la perte du statut de métropole pour plusieurs anciens archidiocèses métropolitains ; ils ont toutefois conservé le titre d'archidiocèses.

## Provinces ecclésiastiques

### Provinces actuelles
La liste suivante recense les dix-huit actuelles provinces ecclésiastiques sur le territoire français.
| Province ecclésiastique | Conférence épiscopale | Territoire                                                |
| ----------------------- | --------------------- | --------------------------------------------------------- |
| Antilles - Guyane       | Antilles              | Guadeloupe Guyane Martinique Saint-Bathélemy Saint-Martin |
| Besançon                | France                | Bourgogne-Franche-Comté (en partie) Grand-Est (en partie) |
| Bordeaux                | France                | Nouvelle-Aquitaine (en partie)                            |
| Clermont                | France                | Auvergne-Rhône-Alpes (en partie)                          |
| Dijon                   | France                | Bourgogne-Franche-Comté (en partie)                       |
| Lille                   | France                | Hauts-de-France (en partie)                               |
| Lyon                    | France                | Auvergne-Rhône-Alpes (en partie)                          |
| Marseille               | France                | Provence-Alpes-Côte d'Azur Corse                          |
| Montpellier             | France                | Occitanie (en partie)                                     |
| Nouméa                  | Pacifique             | Nouvelle-Calédonie                                        |
| Papeete                 | Pacifique             | Polynésie française                                       |
| Paris                   | France                | Île-de-France                                             |
| Poitiers                | France                | Nouvelle-Aquitaine (en partie)                            |
| Reims                   | France                | Grand-Est (en partie) Hauts-de-France (en partie)         |
| Rennes                  | France                | Bretagne Pays de la Loire                                 |
| Rouen                   | France                | Normandie                                                 |
| Toulouse                | France                | Occitanie (en partie)                                     |
| Tours                   | France                | Centre-Val de Loire                                       |

Trois diocèses français ne dépendent pas d'une province ecclésiastique et relèvent directement du Saint-Siège :
- Le diocèse de Saint-Denis de La Réunion
- Les diocèses de Strasbourg et de Metz, dont les territoires correspondent à l'Alsace-Moselle et qui sont restés sous le régime concordataire avec l’État français.

### Anciennes provinces
Provinces ecclésiastiques supprimées :
- Arles (supprimée à la Révolution française)
- Embrun (supprimée à la Révolution française)
- Narbonne (supprimée à la Révolution française)
- Vienne (supprimée à la Révolution française)
- Aix-en-Provence (supprimée en 2002)
- Albi (supprimée en 2002)
- Auch (supprimée en 2002)
- Avignon (supprimée en 2002)
- Bourges (supprimée en 2002)
- Chambéry (supprimée en 2002)
- Sens (supprimée en 2002)
- Cambrai (supprimée en 2008)

## Depuis 2002
Les dates données dans la colonne "Création" correspondent :
- à la première mention ou à la création du diocèse d'Ancien Régime (quand il en existe un)
- après une barre oblique (/), à la création du diocèse post-concordataires (après 1801).

| Provinces                                                                                              | Diocèses                                                                                 | Création | Rayon d'action |
| --- | ---------------------------------------------------------------------------------------- | --- | --- |
| Besançon                                                                                               | Besançon (archevêché métropolitain)                                                      | IVe siècle / 1801 | Doubs (moins l'arrondissement de Montbéliard) et Haute-Saône (moins le canton d'Héricourt)                                                                 |
| Besançon                                                                                               | Belfort-Montbéliard                                                                      | (1870, territoire détaché de Strasbourg et uni à Besançon) créé en 1979, détaché de Besançon | Territoire de Belfort, canton d'Héricourt (Haute-Saône) et arrondissement de Montbéliard (Doubs)                                                           |
| Besançon                                                                                               | Nancy-Toul                                                                               | IVe siècle (Toul), 1777 (Nancy) / 1801 Primat de Lorraine | Meurthe-et-Moselle |
| Besançon                                                                                               | Saint-Claude                                                                             | 1742 / 1822 | Jura |
| Besançon                                                                                               | Saint-Dié                                                                                | 1777/(1790-1801) / 1822 | Vosges |
| Besançon                                                                                               | Verdun                                                                                   | IVe siècle / 1822 | Meuse |
| Bordeaux                                                                                               | Bordeaux et Bazas (archevêché métropolitain, Primat d'Aquitaine)                         | IIIe s. (Bordeaux), IVe siècle (Bazas) / 1801 | Gironde |
| Bordeaux                                                                                               | Agen                                                                                     | IVe siècle / 1801 | Lot-et-Garonne |
| Bordeaux                                                                                               | Aire et Dax                                                                              | Ve siècle (Aire), Ve s (Dax) / 1822 | Landes |
| Bordeaux                                                                                               | Bayonne, Lescar et Oloron                                                                | IVe siècle (Bayonne), IVe s. (Lescar), IVe s. (Oloron) / 1801 | Pyrénées-Atlantiques |
| Bordeaux                                                                                               | Périgueux et Sarlat                                                                      | IIIe siècle (Périgueux), 1317 (Sarlat) / 1822 | Dordogne |
| Clermont (Clermont-Ferrand)                                                                            | Clermont (archevêché métropolitain)                                                      | IIIe siècle / 1801 (métropolitain en 2002) | Puy-de-Dôme |
| Clermont (Clermont-Ferrand)                                                                            | Moulins                                                                                  | (1790-1801) / 1817 | Allier |
| Clermont (Clermont-Ferrand)                                                                            | Le Puy-en-Velay                                                                          | IIIe siècle / 1822 | Haute-Loire |
| Clermont (Clermont-Ferrand)                                                                            | Saint-Flour                                                                              | 1317 / 1801 | Cantal |
| Dijon                                                                                                  | Dijon (archevêché métropolitain)                                                         | 1731 / 1801 (métropolitain en 2002) | Côte-d'Or |
| Dijon                                                                                                  | Autun, Chalon et Mâcon                                                                   | IIIe siècle (Autun), IVe s. (Chalon et Mâcon) / 1801 | Saône-et-Loire |
| Dijon                                                                                                  | Nevers                                                                                   | Ve siècle (Nevers) / 1822 (Un faubourg de Clamecy a accueilli le siège résidentiel des évêques de Bethléem de 1224 à 1790.) | Nièvre |
| Dijon                                                                                                  | Sens-Auxerre (archevêché)                                                                | IIIe siècle (Sens, métropolitain jusqu'en 2002), primat des Gaules et de Germanie. IVe s. (Auxerre) fusion en 1823 | Yonne |
| Dijon                                                                                                  | Mission de France (prélature)                                                            | 1954 | France (siège fixé à Pontigny) |
| Cambrai, puis Lille à partir de 2008                                                                   | Lille (archevêché métropolitain)                                                         | 1913, détaché de Cambrai (métropolitain en 2008) | Nord (arrondissements de Lille et de Dunkerque) |
| Cambrai, puis Lille à partir de 2008                                                                   | Arras, Boulogne et Saint-Omer                                                            | IVe siècle (Arras), VIIe s. (Thérouanne, détruit en 1553), 1559 (Saint-Omer), 1567 (Boulogne) / 1801 (Thérouanne est restauré en siège titulaire en 2009) | Pas-de-Calais |
| Cambrai, puis Lille à partir de 2008                                                                   | Cambrai (archevêché)                                                                     | Ve siècle (métropolitain en 1559) / 1801 (2008, simple archevêché). | Nord (arrondissements de Cambrai, Douai, Valenciennes et Avesnes-sur-Helpe)                                                                                |
| Lyon                                                                                                   | Lyon (archevêché métropolitain, Primat des Gaules)                                       | IIe siècle (Lyon), IVe s. (Vernay) / 1801 | Rhône et Loire (arrondissement de Roanne seulement) |
| Lyon                                                                                                   | Annecy                                                                                   | VIe siècle (siège à Genève jusqu'à la réforme protestante, XVIe siècle) / 1822 | Haute-Savoie (sauf l'ancien canton de Rumilly, archidiocèse de Chambéry), paroisses d'Ugine et du Val d'Arly (Savoie)                                      |
| Lyon                                                                                                   | Belley-Ars                                                                               | VIe siècle (Belley), 1515 (Bourg-en-Bresse, supprimé définitivement en 1534) / 1822 (renommé Belley-Ars en 1988) | Ain |
| Lyon                                                                                                   | Chambéry, Maurienne et Tarentaise (archevêché)                                           | Ve siècle (Tarentaise dont le siège est à Moûtiers, métropolitain jusqu'en 1792), VIe siècle (Saint-Jean-de-Maurienne), 1779 (Chambéry) / 1801 (métropolitain de 1817 à 2002) | Savoie (moins les paroisses d'Ugine et du Val d'Arly, diocèse d'Annecy), canton de Rumilly selon ses limites d'avant 2015 (département de la Haute-Savoie) |
| Lyon                                                                                                   | Grenoble-Vienne                                                                          | IIIe siècle (Vienne), IVe s. (Grenoble) / 1801 (Vienne, aujourd'hui dans le département de l'Isère, a été un évêché métropolitain depuis le IIIe siècle et jusqu'en 1790 : le titre d'évêque de Vienne est porté par celui de Grenoble depuis 2006) | Isère |
| Lyon                                                                                                   | Saint-Étienne                                                                            | 1970, détaché de Lyon | Loire (arrondissements de Saint-Étienne et de Montbrison)                                                                                                  |
| Lyon                                                                                                   | Valence-Die-Saint-Paul-Trois-Châteaux                                                    | IVe siècle (Valence), IVe s. (Die), IVe s. (Saint-Paul-Trois-Châteaux) / 1801 | Drôme |
| Lyon                                                                                                   | Viviers                                                                                  | IVe siècle (Alba Helviorum, détruit vers 475 et transféré à Viviers) / 1822 | Ardèche |
| Marseille                                                                                              | Marseille (archevêché métropolitain)                                                     | IIIe siècle / 1822 (archevêché en 1948, métropolitain en 2002) | Bouches-du-Rhône (seulement l'arrondissement de Marseille)                                                                                                 |
| Marseille                                                                                              | Aix et Arles (archevêché)                                                                | IIIe siècle (Aix-en-Provence, métropolitain du IVe siècle jusqu'en 2002), IIIe s. (Arles, métropolitain de 417-50 à 1790) (L'archevêque d'Aix-en-Provence relevait le titre d'Embrun jusqu'en 2007, il est depuis relevé par l'évêque de Gap) | Bouches-du-Rhône (moins l'arrondissement de Marseille) |
| Marseille                                                                                              | Ajaccio                                                                                  | IIIe siècle (Ajaccio, et Mariana déplacé à Bastia), Ve s. (Nebbio), VIe s. (Aléria, et Sagone déplacé à Vico puis Calvi), IXe s. (Accia) / 1801 (Mariana, Accia, Nebbio, Aléria et Sagone sont aujourd'hui des sièges titulaires) | Corse |
| Marseille                                                                                              | Avignon (archevêché)                                                                     | IIIe siècle (Apt, Orange, et Carpentras), IVe siècle (Avignon, métropolitain de 1475 à 2002, et Cavaillon et Vaison) / 1801 (L'archevêque d'Avignon relevait entre 1877 et 2009 les titres d'Apt, Cavaillon, Carpentras, Orange et Vaison, depuis devenus des sièges titulaires) | Vaucluse |
| Marseille                                                                                              | Digne, Riez et Sisteron                                                                  | IVe siècle (Digne, Riez, Sisteron, et peut-être Briançonnet), Ve s. (Eturamina, et Salinae), VIe s. (Senez, Glandèves transféré à Entrevaux) / 1801 (Briançonnet, Entrevaux et Senez sont depuis 2009 des sièges titulaires) | Alpes-de-Haute-Provence |
| Marseille                                                                                              | Fréjus-Toulon                                                                            | IVe siècle (les deux sièges) / 1822 | Var |
| Marseille                                                                                              | Gap et Embrun                                                                            | Ve siècle / 1822 (Embrun, aujourd'hui dans le département des Hautes-Alpes, a été un évêché puis archevêché métropolitain depuis le IVe siècle et jusqu'en 1801. Le titre d'Embrun était relevé par l'archevêque d'Aix-en-Provence de 1822 à 2007, il est depuis relevé par l'évêque de Gap) | Hautes-Alpes |
| Marseille                                                                                              | Nice                                                                                     | IVe siècle (Nice, Antibes transféré à Grasse), Ve s. (Cemenelum, disparu au VIe s.), 1378 (Sospel jusqu'en 1409) / 1801 | Alpes-Maritimes |
| Montpellier                                                                                            | Montpellier, Lodève, Béziers, Agde et Saint-Pons-de-Thomières (archevêché métropolitain) | VIe siècle (Maguelonne puis Substantion temporairement, transféré à Montpellier en 1536), IVe s. (Lodève et Béziers), Ve s. (Agde), 1318 (Saint-Pons) / 1801 (métropolitain en 2002) | Hérault |
| Montpellier                                                                                            | Carcassonne et Narbonne                                                                  | IVe siècle (Narbonne), 533 (Carcassonne), 1317 (Limoux supprimé en 1318, Saint-Papoul), 1318 (Alet) / 1801 (Narbonne, aujourd'hui dans le département de l'Aude, a été un évêché métropolitain depuis le IVe siècle et jusqu'en 1790 : le titre d'archevêque de Narbonne fut relevé par les archevêques de Toulouse entre 1822 et 2006, date à laquelle Narbonne fut rattachée au diocèse de Carcassonne) (Alet et Saint-Papoul sont depuis 2009 des sièges titulaires) | Aude |
| Montpellier                                                                                            | Mende                                                                                    | IIIe siècle (Mende, auparavant à Anderitum) / 1822 | Lozère |
| Montpellier                                                                                            | Nîmes, Uzès et Alès                                                                      | IVe siècle (Nîmes), IVe s. (Uzès), 1694 (Alès) / 1822 (Arisitum, évêché situé dans le Gard ayant existé du VIe au VIIe siècle est un siège titulaire depuis 2009) | Gard |
| Montpellier                                                                                            | Perpignan-Elne                                                                           | 571 (à Elne, transféré à Perpignan en 1601) / 1822 | Pyrénées-Orientales |
| Paris                                                                                                  | Paris (archevêché métropolitain)                                                         | IIIe siècle (métropolitain en 1622) / 1801 | Paris |
| Paris                                                                                                  | Créteil                                                                                  | 1966, détaché de Paris et de Versailles | Val-de-Marne |
| Paris                                                                                                  | Évry-Corbeil-Essonnes                                                                    | 1966, détaché de Versailles | Essonne (plus les paroisses de Bonnelles et Sainte-Mesme)                                                                                                  |
| Paris                                                                                                  | Meaux                                                                                    | IIIe siècle / 1801 | Seine-et-Marne |
| Paris                                                                                                  | Nanterre                                                                                 | 1966, détaché de Paris et de Versailles | Hauts-de-Seine |
| Paris                                                                                                  | Pontoise                                                                                 | 1966, détaché de Versailles | Val-d'Oise |
| Paris                                                                                                  | Saint-Denis                                                                              | 1966, détaché de Paris et de Versailles | Seine-Saint-Denis |
| Paris                                                                                                  | Versailles                                                                               | (1790-1801) / 1801 | Yvelines (moins les paroisses de Bonnelles et Sainte-Mesme)                                                                                                |
| Poitiers                                                                                               | Poitiers (archevêché métropolitain)                                                      | IIIe siècle / 1801 (métropolitain en 2002) | Vienne et Deux-Sèvres |
| Poitiers                                                                                               | Angoulême                                                                                | IIIe siècle / 1801 | Charente |
| Poitiers                                                                                               | Limoges                                                                                  | IIIe siècle / 1801 | Haute-Vienne et Creuse |
| Poitiers                                                                                               | La Rochelle et Saintes                                                                   | IVe siècle (Saintes), 1648 (La Rochelle) / 1801 | Charente-Maritime et Saint-Pierre-et-Miquelon (depuis le 1er mars 2018)                                                                                    |
| Poitiers                                                                                               | Tulle                                                                                    | 1317 / 1822 | Corrèze |
| Reims                                                                                                  | Reims (archevêché métropolitain)                                                         | IIIe siècle / 1822 | Marne (seulement l'arrondissement de Reims) et Ardennes |
| Reims                                                                                                  | Amiens                                                                                   | IIIe siècle / 1801 | Somme |
| Reims                                                                                                  | Beauvais, Noyon et Senlis                                                                | IIIe siècle (Beauvais), IVe siècle (d'abord à Saint-Quentin (Aisne), puis à Vermand puis Noyon au VIe siècle), IVe s. (Senlis) / 1823 | Oise |
| Reims                                                                                                  | Châlons-en-Champagne (autrefois Châlons-sur-Marne)                                       | IVe siècle / 1822 | Marne (moins l'arrondissement de Reims) |
| Reims                                                                                                  | Langres                                                                                  | IIIe siècle / 1822 | Haute-Marne |
| Reims                                                                                                  | Soissons, Laon et Saint-Quentin                                                          | IIIe siècle (Soissons), IVe siècle (Saint-Quentin, transféré à Vermand, puis Noyon Oise au VIe siècle), fin Ve siècle (Laon) / 1801 | Aisne |
| Reims                                                                                                  | Troyes                                                                                   | IVe siècle / 1801 | Aube |
| Rennes                                                                                                 | Rennes-Dol-Saint-Malo (archevêché métropolitain)                                         | IIIe siècle (Rennes), 848 (Dol, métropolitain du IXe siècle au XIe siècle), VIIe siècle (Aleth, transféré à Saint-Malo au XIIe siècle) / 1801 (métropolitain en 1859) | Ille-et-Vilaine |
| Rennes                                                                                                 | Angers                                                                                   | IVe siècle / 1801 | Maine-et-Loire |
| Rennes                                                                                                 | Laval                                                                                    | (1790-1801) / 1855, détaché du Mans | Mayenne |
| Rennes                                                                                                 | Luçon                                                                                    | 1317 / 1822 (Maillezais, évéché situé en Vendée ayant existé entre 1317 et 1648, est un siège titulaire depuis 2009) | Vendée |
| Rennes                                                                                                 | Le Mans                                                                                  | Ve siècle / 1801 | Sarthe |
| Rennes                                                                                                 | Nantes                                                                                   | IVe siècle / 1801 (un évêché aurait également existé à Ratiatum au VIe siècle) | Loire-Atlantique |
| Rennes                                                                                                 | Quimper et Léon                                                                          | Ve siècle (Quimper), VIe siècle (Léon, à Saint-Pol-de-Léon) / 1801 | Finistère |
| Rennes                                                                                                 | Saint-Brieuc et Tréguier                                                                 | VIe siècle (les deux sièges) / 1801 | Côtes-d'Armor |
| Rennes                                                                                                 | Vannes                                                                                   | Ve siècle / 1801 | Morbihan |
| Rouen                                                                                                  | Rouen (archevêché métropolitain, Primat de Normandie).                                   | IIIe siècle / 1801 | Seine-Maritime (moins l'arrondissement du Havre) |
| Rouen                                                                                                  | Bayeux et Lisieux                                                                        | IVe siècle (Bayeux), VIe siècle (Lisieux) / 1801 | Calvados |
| Rouen                                                                                                  | Coutances et Avranches                                                                   | Ve siècle (Coutances), IVe siècle (Avranches) / 1801 | Manche |
| Rouen                                                                                                  | Évreux                                                                                   | IVe siècle / 1801 | Eure |
| Rouen                                                                                                  | Séez                                                                                     | Ve siècle / 1801 | Orne |
| Rouen                                                                                                  | Le Havre                                                                                 | 1974, détaché de Rouen | Seine-Maritime (seulement l'arrondissement du Havre) |
| Toulouse                                                                                               | Toulouse-Saint-Bertrand-de-Comminges-Rieux (archevêché métropolitain)                    | IIIe siècle (Toulouse, métropolitain en 1317), IVe siècle (Saint-Bertrand-de-Comminges), 1317 (Rieux) / 1801 (Narbonne, aujourd'hui dans le département de l'Aude, a été un évêché métropolitain depuis le IVe siècle et jusqu'en 1790 : le titre d'archevêque de Narbonne fut relevé par les archevêques de Toulouse entre 1822 et 2006, date à laquelle Narbonne fut rattachée au diocèse de Carcassonne)                                                             | Haute-Garonne |
| Toulouse                                                                                               | Albi, Castres et Lavaur (archevêché)                                                     | IIIe siècle (Albi, métropolitain de 1678 à 2002), 1317 (Castres), 1317 (Lavaur) / 1822 | Tarn |
| Toulouse                                                                                               | Auch, Condom, Lectoure et Lombez (archevêché)                                            | IIIe siècle (Elusa, réuni à Auch au IXe s.), IVe s.(Auch, métropolitain de 663 à 2002), Ve siècle (Lectoure), 1317 (Lombez), 1317 (Condom) / 1822 | Gers |
| Toulouse                                                                                               | Cahors                                                                                   | IIIe siècle / 1801 | Lot |
| Toulouse                                                                                               | Montauban                                                                                | 1317 / 1822 | Tarn-et-Garonne |
| Toulouse                                                                                               | Pamiers, Couserans et Mirepoix                                                           | 1295 / 1822 | Ariège |
| Toulouse                                                                                               | Rodez et Vabres                                                                          | Ve siècle (Rodez), 1317 (Vabres) / 1822 | Aveyron |
| Toulouse                                                                                               | Tarbes et Lourdes                                                                        | IVe siècle (Tarbes) / 1822 (prend le nom de Tarbes et Lourdes en 1912) | Hautes-Pyrénées |
| Tours                                                                                                  | Tours (archevêché métropolitain)                                                         | IIIe siècle / 1801 | Indre-et-Loire |
| Tours                                                                                                  | Blois                                                                                    | 1697, détaché de Chartres / 1822 | Loir-et-Cher |
| Tours                                                                                                  | Bourges (archevêché)                                                                     | IIIe siècle / 1801 (perd son statut métropolitain en 2002) Primat des Aquitaines, Patriarche | Cher et Indre |
| Tours                                                                                                  | Chartres                                                                                 | IIIe siècle / 1822 | Eure-et-Loir |
| Tours                                                                                                  | Orléans                                                                                  | IIIe siècle / 1801 | Loiret |
| Saint-Siège (Alsace et Moselle, placées sous responsabilité directe du Saint-Siège en 1919, et Armées) | Strasbourg (archevêché)                                                                  | IVe siècle / 1801 (en 1870 les paroisses de l'actuel diocèse de Belfort sont rattachées au diocèse de Besançon) | Bas-Rhin, Haut-Rhin |
| Saint-Siège (Alsace et Moselle, placées sous responsabilité directe du Saint-Siège en 1919, et Armées) | Metz                                                                                     | IIIe siècle / 1801 | Moselle |
| Saint-Siège (Alsace et Moselle, placées sous responsabilité directe du Saint-Siège en 1919, et Armées) | Armées                                                                                   | 1986 | France (siège fixé à Paris, Saint-Louis-des-Invalides) |
| Diocèses d'Outre-mer                                                                                   |                                                                                          | | |
| Antilles-Guyane                                                                                        | Archidiocèse de Saint-Pierre et Fort-de-France                                           | 1850 (métropolitain en 1867) | Martinique |
| Antilles-Guyane                                                                                        | Basse-Terre et Pointe-à-Pitre                                                            | 1850 | Guadeloupe, Saint-Martin, Saint-Barthélemy |
| Antilles-Guyane                                                                                        | Cayenne                                                                                  | 1956 | Guyane |
| Papeete                                                                                                | Papeete                                                                                  | 1966, tout de suite métropolitain | Polynésie française (sauf les Îles Marquises) |
| Papeete                                                                                                | Taiohae                                                                                  | 1966 | Îles Marquises (Polynésie française) |
| Nouméa                                                                                                 | Nouméa                                                                                   | 1966, tout de suite métropolitain | Nouvelle-Calédonie |
| Nouméa                                                                                                 | Îles Wallis-et-Futuna                                                                    | 1966 | Wallis-et-Futuna |
| Saint-Siège                                                                                            | Saint-Denis de La Réunion                                                                | 1850 (directement rattaché au Saint-Siège) | Réunion |
| Saint-Siège                                                                                            | Comores                                                                                  | 1975 (directement rattaché au Saint-Siège) | Comores |

### Juridiction supprimée depuis 2002
| Diocèses                                        | Création                                   | Suppression                                                    |
| ----------------------------------------------- | ------------------------------------------ | -------------------------------------------------------------- |
| Saint-Pierre-et-Miquelon (vicariat apostolique) | 1765 (directement rattaché au Saint-Siège) | 1er mars 2018 (incorporé au diocèse de La Rochelle et Saintes) |